# Waiting for Something
Waiting for Something è il primo album ufficiale dei Vanilla Sky, band romana pop punk.
L'album esce ufficialmente il 27 febbraio 2004 e, dopo il precedente demo Play It If You Can't Say It, è la leva che spinge il gruppo a numerosi tour e concerti di una certa importanza anche a livello internazionale con gruppi come The Offspring.
Circa un mese dopo alla pubblicazione del disco esce il video di Distance, prima traccia dell'album e primo video dei Vanilla Sky.
Il disco contiene 11 tracce.

## Tracce
1. Distance
2. Your Words
3. Wasting All My Time
4. Unfriend
5. The Point
6. Wait for the Sun
7. Looking for the Memories
8. 70 Miles far Away
9. Broken Car
10. Never Falling Star
11. The Ghost Track

## Formazione
- Brian (Daniele Brian Autore) - voce e chitarra ritmica e solista
- Vinx (Vincenzo Mario Cristi) - voce e chitarra ritmica e solista
- Cisco (Francesco Sarsano) - basso e seconda voce
- Luketto (Luca Alessandrelli) - batteria e seconda voce